# Normandie (Willemstad)
Normandie – osada (buurt) w dzielnicy Buena Vista, miasta Willemstad, w dystrykcie Willemstad, w kraju autonomicznym Curaçao, należącym do Holandii, w Ameryce Południowej. 20 października 2023 r. liczyła 135 mieszkańców. 